# Музеј Ханенкив
Народни музеј уметности Богдан и Варвара Ханенкив (укр. Національний музей мистецтв імені Богдана та Варвари Ханенків), познатији и скраћено као Музеј Ханенкив (укр. Музей Ханенків), јесте уметнички музеј који се налази у Кијеву, у Украјини, који чува највеће и највредније збирке европске, азијске и античке уметности у земљи.
Музеј је основан 1919. године према тестаменту колекционара уметности Богдана Ханенка (1917) и даровници Украјинској академији наука коју је потписала његова супруга Варвара 1918. године.
Уметничка збирка Богдана и Варваре Ханенкив, истакнутих украјинских колекционара и филантропа с краја 19. и почетка 20. века, чини језгро музејског фонда.
Музеј се састоји од две зграде с краја 19. века велике историјске и уметничке вредности које се налазе у улици Терешченкивска. У палатама Ханенкиввих смештена је стална поставка европске ликовне и декоративне уметности од 14. до 18. века. Група уникатних рановизантијских „Синајских“ икона насталих у 6. и 7. веку је изложена у посебној просторији зграде од 2004. године. На првом спрату виле налази се стална поставка античке уметности.
Друга зграда музеја која се налазила у близини била је власништво Сахновских, блиских рођака Ханенкиввих, до 1919. године. Од 2006. године у њему је смештена стална поставка азијске уметности. Четири собе су посвећене уметности будизма и ислама, као и уметности Кине и Јапана.
Збирка Музеја Ханенкив обухвата оригинална уметничка дела изузетних европских мајстора, као што су Петер Паул Рубенс, Ђентиле Белини, Хуан де Сурбаран, Жак-Луј Давид, Франсоа Буше.
У музеју се налазе веома вредне колекције европске скулптуре и декоративне уметности, лепа и ретка дела иранске, тибетанске, кинеске и јапанске ликовне и декоративне уметности, као и мале, али вредне колекције старогрчке, римске и египатске уметности.
Укупно, фондови Музеја Ханенкив обухватају више од 25 000 предмета. Скоро 1000 одабраних уметничких дела је стално изложено.

## Историја

### Рана историја, 1874–1919.
Музеј Ханенкив своју историју почиње из 1870-их, када је Богдан Ханенкив (1849–1917) упознао и касније оженио Варвару Терешченкив (1852–1922).
Богдан Ханенкив је потекао из аристократске украјинске породице Ханенкиввих. Рођен је у селу Лотоки у Черниговској области у породици племића Ивана Ханенка. По завршетку школовања у Москви, Богдан је наставио да ради у Санкт Петербургу и Варшави. Када је био у Санкт Петербургу, развио је интересовање за уметност старих мајстора. Током касних 1880-их, Ханенкивви су се населили у Кијеву. Богдан се ангажовао у културном и друштвеном животу града као и у пословним активностима браће Терешченкив. Ханенкив је успешно водио пројекат оснивања првог јавног музеја у Кијеву (освећеног 1904. године). Богдан је новој установи поклонио велики део своје колекције, укључујући и непроцењиве археолошке артефакте.
Варвара Ханенкив (рођена Терешченкив) била је најстарија ћерка истакнутог украјинског бизнисмена и филантропа Николаја Терешченка. Од очеве породице наследила је страст за доброчинство и уметност. Варвара Ханенкив је волела старо италијанско сликарство, мајолику, древну украјинску икону и народну уметност. Крајем 19. и првим деценијама 20. века била је међу украјинским културним личностима које су покренуле занатски покрет са циљем да дају нови живот традицији народне уметности.
Млади пар је сањао о својој приватној уметничкој колекцији. Много су путовали по Европи, присуствовали аукцијама, посећивали приватне колекције, консултовали се са водећим историчарима уметности. Као резултат 40-годишњег истраживања, Ханенкивви су изградили изузетно вредну уметничку колекцију. Почетком 20. века сматрана је једном од најбољих приватних колекција уметности и антиквитета у савременом Руском царству.
Као колекционари уметности, Ханенкивви су били заинтересовани за европско сликарство, скулптуру и примењену уметност које су представљале врхунац националних уметничких школа; ретка дела ликовне уметности и традиционалних заната из западне, јужне и источне Азије; уметност старог Египта, Грчке и Рима; украјинске и руске иконе; украјинска народна уметност; европско и источно оружје; јединствени археолошки артефакти итд.
Током 1900-их, Ханенкивви су поклонили неколико хиљада предмета из своје колекције првом јавном музеју у Кијеву. Данас су ова уметничка дела у власништву пет националних музеја у Кијеву.
Неколико група предмета у колекцији Ханенкив представљено је у каталозима објављеним између 1899. и 1907. године, и то: „Б.И. и В.Н. Ханенкив. Збирка слика италијанских, шпанских, фламанских и других школа", „Руски антиквитети. Крстови и иконе”, „Антиквитети Дњепра”, књ. 1-6.
Отварање музеја међународне уметности у Кијеву била је животна амбиција породице Ханенкив. То је видљиво из тестамента Богдана Ханенка, потписаног у априлу 1917. године, месец дана пре његове смрти. У децембру 1918. Варвара Ханенкив је потписала Уговор о поклону, којим је бесплатно предала збирку, кућу и библиотеку Украјинској академији наука. Један од услова поклона била је недељивост збирке.

### 1919–1945.
У јуну 1919. бољшевичка влада је национализовала имовину породице Ханенкив. У Богдановој и Варвариној кући отворен је Државни музеј уметности. Његов први кустос постао је историчар уметности и уметник Георгиј Ликомски (1884—1952). Он и Варвара Ханенкив удружили су напоре да направе прве изложбе у новооснованом музеју. Захваљујући подршци украјинских научника, Варвара Ханенкив је добила право да борави у музеју. Председавала је Музејским одбором до краја живота.
Међутим, 1924. године, две године након Варварине смрти, имена Ханенкиввих су уклоњена из наслова музеја „због недостатка револуционарних услуга пролетерској култури“.
Почетком 1920-их, новоотворени музеј добија уметничка дела из других национализованих колекција аристократа, као што су Репнинови, Браницки, Худим-Левковичи, Сахновски. Године 1921. збирка азијске уметности је допуњена групом средњоазијске керамике 9-12 века из колекције Михаила Стољарова. Године 1925, у складу са последњом вољом колекционара уметности из Санкт Петербурга Василија Шчавинског, његова јединствена колекција северноевропских уметничких дела је пренета у музеј.
Током 1920-их, културна елита Совјетске Украјине заступала је идеју о јединственом музејском депоу и прерасподели музејских збирки по тематском принципу. Током имплементације овог програма 1920-их и 1930-их, значајан део колекција Ханенкиввих је предат другим музејима у Кијеву.
Нека од највреднијих дела европске и азијске уметности заплењена су из музеја током кампање Совјетског Савеза за продају музејског блага у иностранству.
Међу њима су биле француска таписерија са Поклоном мудраца, слике старих европских мајстора, укључујући диптих „Адам и Ева” (1512) Луке Кранаха Старијег, колекцију златних предмета из периода Кијевске Русије, дела иранске уметност (сребрни путир из 7. века и акваманил из 13. века у облику краве Зебу и предатора). Само једном приликом, почетком 1930-их, украјинске културне личности спречиле су заплену персијског тепиха из 16. или 17. века. Некадашњи музеј са енциклопедијском збирком добио је далеко ужу специјализацију — за западну и источну уметност.
У другој половини 1930-их, Кијевски град музеј у Кијевско-печерској лаври пренео је у музеј неколико вредних збирки сакралне уметности. Институција је 1936. године добила збирку религиозних уметничких дела централне и источне Азије; 1940. године — светски позната ремек-дела: четири рановизантијске иконе енкаустике из 6. и 7. века.
У лето 1941. на територији Совјетског Савеза почео је Други светски рат, а највреднији део колекције је евакуисан у град Уфу (тада Башкирска АССР, сада Башкортостан). Нацисти су опљачкали најдрагоценија уметничка дела која су остала у Кијеву и прокријумчарили их из Украјине током њиховог повлачења 1943. године. Данас Музеј Ханенкив настоји да лоцира и врати украдене предмете.
Музеј одржава свест јавности о губицима изазваним нацистичком окупацијом Кијева. Године 1998. објавила је каталог са предметима који су опљачкани и изнети из земље између 1941. и 1943. године.

### 1945–1998.
Послератни период је доживео неколико важних аквизиција. Током 1950-их, Таизија Заспар је донирала и продала више од 350 дела класичног кинеског сликарства, скулптуре и декоративне уметности. Музеј је 1969. године купио 41 дело будистичке уметности од московског колекционара Валеријана Величког. Током 1970-их, музеј је систематски градио своју колекцију јапанских нецуке фигурица (око 70 предмета). Остале набавке укључивале су слике америчког уметника Роквела Кента (1882–1971) познатог по својим реалистичним пејзажима.
Од 1986. до 1998. године музеј је био затворен због капиталне реновације.

### 1998–2020.
Средином 1990-их, нова управа на челу са Виром Винохрадовом започела је еру обнављања историјског сећања и интензивног развоја у историји музеја. Нова стална поставка европске уметности 14. до 19. века отворена је 1998. године у рестаурираној Ханенкиввој вили. Године 1999. имена оснивача су поново заузела своја места у званичном називу музеја: „Музеј уметности Богдан и Варваре Ханенкив“.
2004. године у музеју је отворена стална поставка византијских икона „Синај“ из 6. и 7. века. Две године касније, у суседној згради је отворена прва обимна стална изложба азијске уметности. 2018. године у некадашњем „Бироу Ханенкива” у приземљу виле уређена је изложба античке уметности. Током 1990-их и 2000-их, азијска уметничка колекција је допуњена вредним донацијама Халине Шербак, Васила Новицког и Олександра Фелдмана.
Прве деценије 21. века карактеришу интензивно истраживање историје и збирке музеја. Појављују се нова филозофија и пракса музејског образовања и услуга. Спроведена је прва велика студија посетилаца. Посебна пажња је посвећена потребама породица, деце и младих. Музеј је увео инклузивне програме и услуге за особе са инвалидитетом, старије посетиоце, бескућнике и посетиоце са ниским примањима, мајке и очеве на родитељском одсуству итд.

## Збирка
Од оснивања музеја, његова збирка се повећала неколико пута. Данас обухвата збирке европске, азијске и античке ликовне и декоративне уметности, као и групу рановизантијских „синајских“ икона.
Европску уметност представљају значајна дела сликарства, вајарства, графике и примењене уметности настала у Италији, Француској, Немачкој, Холандији и Шпанији између 14. и 19. века. Конкретно, збирка слика музеја укључује „Орфеја и Еуридику” Јакопа да Селаја, „Бог реке Шелд, Кибела и богиња града Антверпена” Петера Паула Рубенса, „Мртву природу са чоколадним млином“ Хуана де Зурбарана, „Сахрана монаха“ Алесандра Мањаска, „Љубавници, или блудни син и проститутка“ Пјера Луја Гудроа, „Портрет Станислава Августа Поњатовског“ Елизабет Виже-Лебран, заједно са сликама уметника из кругова Хијеронима Боша, браће Белини, Хуана Баутисте Мартинеза дел Мазоа.
Међу највреднијим делима пластике су средњовековне полихромне скулптуре од дрвета, оригинална дела Антонија Канове („Алегорија мира“), Саре Бернар(„Офелија“), Николаса Кордијеа („Галатеја“). Европска графичка колекција обухвата графике Албрехта Дирера, Лукаса ван Лејдена, Рембранта ван Рајна, Ђованија Батисте Пиранезија, Франсиска Гоје. Најзначајније области европске колекције примењене уметности обухватају италијански намештај, колекције мајолике и порцелана, емајле из Лиможа и фламанске таписерије.
Азијску уметност представљају дела кинеске, јапанске и тибетанске будистичке уметности, заједно са уметничким делима из исламских региона и земаља (Иран, Турска, Централна Азија и муслиманска Шпанија).
Најзначајније области азијске уметничке колекције укључују кинеске слике, керамику (гробне фигурице из доба Танг, камени предмети из периода Сонг, као и различити предмети од порцелана), бронзане предмете, примере лакираног посуђа и резбарења камена, јапанске дрворезе (укијо-е), тсуба (вешто украшени традиционални чувари мача) као и минијатурне скулптуре нецуке. Изузетна дела исламске уметности укључују иранску грнчарију и металну керамику осликану сјајем, минијатурне слике, тепихе итд. Тибетанску уметност представља колекција религиозних скулптура, ритуалних предмета и танкаслике на свицима.
Групу рановизантијских икона чине четири предмета настала у 6. и 7. веку, недуго пре почетка иконоборства. То су „Јован Крститељ“ (6. век), „Богородица са дететом“ (6. век), „Свети Сергије и Бахус“ (7. век), „Мученик и мученица“ (7. век). У музеју се налазе и касније иконе из Византијског царства и Кипра.
Збирка античке уметности обухвата дела староегипатске скулптуре (посебно „Бог Тот као павијан“), старогрчку грнчарију, етрурске скулптуре, бисте са портретима старог Рима и стаклене предмете.

## Зграде
У складу са Последњом вољом Богдана Ханенка (1917) и даровницом коју је потписала Варвара Ханенкив (1918), њихово имање у Кијеву у улици Терешченкивској 15 постало је музеј уметности. Одлуком кијевских градских власти 1986. године, суседна кућа у улици Терешченкивска број 17, историјска кућа Сахновских, блиских рођака Ханенкиввих, постала је део Музеја Ханенкив. 2006. године на првом спрату куће отворена је обновљена стална изложба азијске уметности.

### Палата Ханенкиввих
Историјска вила Богдана и Варваре Ханенкив која се налази у Кијеву у улици Терешченкивској број 15 једна је од драгоцених архитектонских знаменитости града. Његова историја сеже у ране осамдесете године 19. века, када је украјински „краљ шећера“ Никола Терешченкив, отац Варваре Ханенкив, купио велико земљиште са троспратном кућом у новој кијевској улици, која се тада звала Олексијевска. У периоду 1882–1888, на слободном делу изграђена је још једна кућа са два спрата на предњој фасади и три спрата из дворишта. Пројекат је највероватније осмислио Роберт-Фридрих Мелцер. Године 1888. Никола Терешченкив је новоизграђену кућу и овај део земље пренео на своју најстарију ћерку Варвару.
Године 1891. Ханенкивви су наручили завршетак левог крила виле (пројекат Александра Кривошејева). Године 1889–1890, Богдан и Варавара су се бавили пројектовањем ентеријера. Намењену излагању њихове богате уметничке колекције, кућу су власници замислили као својеврсно „позориште историје уметности“.
Ханенкивви су били инспирисани европском модом за историјску стилизацију у архитектури. Наручили су уметничко решење "у духу" одређене историјске епохе за скоро сваку салу у приземљу и на спрату. Тако је вила имала „готичку“ и „ренесансну“ дневну собу, „рококо“ златну комору, холандску „бургер“ трпезарију — јединствене просторе, као и непроцењиве уметничке и интелектуалне документе с краја 19. века.
Поред Роберта Мелцера, следећи архитекти и уметници су допринели дизајну виле Ханенкиввих: Леонардо Маркони, Пјотр Бојцов, Вилхелм Котарбински, Михаил Врубел и Адријан Прахов.
За разлику од уметничког духа приземља и спрата, приватне собе Ханенкиввих на трећем спрату куће, такозвани међуспрат, биле су уређене врло скромно, чак и аскетски.
Судећи по архивским фотографијама куће, уметничка дела у приватној уметничкој галерији Ханенкиввих често су преуређивана у зависности од промена у интересовањима пара или њихових нових набавки.
Године 1919. Варвара Ханенкив и историчар уметности Георгиј Лукомски приредили су прву јавну музејску изложбу која је отворена у приземљу и на првим спратовима виле.
Варвара Ханенкив је до краја живота (до маја 1922) живела у собама другог међуспрата. 1930–1934, на другом спрату куће отворена је прва музејска изложба исламске уметности, чији је кустос била Марија Вјазмитина.
Према непотврђеним подацима, током Другог светског рата у музеју је био смештен Клуб нацистичких официра. Тада је вила оштећена, због чега је управа музеја демонтирала део историјског архитектонског окружења Ханенкиввих. Као резултат тога, унутрашњост холандске трпезарије је скоро потпуно изгубљена.
Након значајних рестаураторских и конзерваторских радова на кући Ханенкив спроведених 1986–1998, већина јединствених старих ентеријера куће је спасена и рестаурирана. Грб породице Ханенкив поново је заузео првобитно место на предњој фасади између прозора првог спрата.

### Кућа Сахновских
Историјску кућу Сахновских која се налази у улици Терешченкивска 17 наручила је Аделаида Сулимовска и изграђена је 1878. Пројекат је израдио архитекта Володимир Николајев. Кућа је троспратница ако се гледа са улице, а има пет спратова ако се гледа из дворишта. За разлику од суседне виле Ханенкив, која је изграђена деценију касније, замишљена је као кућа за изнајмљивање.
Фасада је пројектована у еклектичном стилу са елементима неоренесансе, односно округлим медаљонима са скулптуралним људским главама који украшавају прозоре првог спрата, као и коринтским стубовима и пиластрима који красе прозоре првог и другог спрата. Године 1880. управо у овој кући први пут је тестирана телефонија у Кијеву.
У септембру 1882. Аделаида Сулимовска је продала плац са кућом богатом предузетнику Николи Терешченкив. Парцелу је поделио на два мања дела. Године 1899. или 1900. Терешченкив је својој најмлађој ћерки Јефросинији, која се удала за Володимира Сахновског и узела његово презиме, поклонио кућу на броју 17. Пар је живео у вили до 1917. године, када је муж умро. Године 1919. кућу је купио адвокат Серхиј Пистрјиак, који је постао њен последњи приватни власник. Након национализације кућа је коришћена као стамбена зграда.
1986. године, одлуком кијевских градских власти, кућа број 17 предата је Музеју Ханенкив (тадашњи Кијевски музеј западне и оријенталне уметности). Током 2001–2005, извршени су значајни радови на рестаурацији и реновирању виле. Као резултат тога, просторије приземља и првог спрата постале су погодне за излагање уметничких дела и одржавање јавних догађаја. Канцеларијске и помоћне просторије се налазе на трећем спрату. Поред овога, изграђен је наткривени пролаз на нивоу првог спрата који повезује дворац Ханенкив и кућу Сахновски.
2006. године у Кући Сахновских отворен је други део сталне поставке Музеја Ханенкив, „Азијска уметност”. У четири сале на првом спрату изложена су одабрана уметничка дела из кључних азијских колекција музеја: „Будистичка и хиндуистичка уметност“, „Кинеска уметност“, „Исламска уметност“, „Јапанска уметност“. У приземљу се налази научна библиотека Музеја Кханенкив и просторије за привремене изложбе, као и ходник, благајна, гардероба и продавница.

## Галерија
- Луис де Моралес, Свети Фрањо, 16. век
- Клод Жозеф Верне, Олуја на мору, 18. век
- Клаудио Коело, Портрет каруског бискупа, 18. век
- Јан Веник, Мртва природа са мртвим зецем, 17. век
- Реза Абаси, пехарник, минијатура, 16. или 17. век